# Ligne de Seinäjoki à Vaasa
La ligne de Seinäjoki à Vaasa (finnois : Seinäjoki–Vaasa-rata), dite aussi ligne de Vaasa (finnois : Vaasan rata), est une ligne de chemin de fer, du réseau de chemin de fer finlandais, qui relie Seinäjoki à Vaasa.